# Orkut
Orkut fue una red social promovida por Google desde enero del año 2004 y que estuvo activa hasta finales de junio del año 2014. La red estaba diseñada para permitir a sus integrantes mantener sus relaciones existentes y hacer nuevos amigos, contactos comerciales o relaciones más íntimas.
Era posible crear y mantener comunidades, que agrupasen personas de acuerdo a sus gustos e intereses, en diferentes categorías, entre otras: actividades, negocios, juegos, música, mascotas, religión, escuelas, comidas, preferencias sexuales, y algunas más. Dejar bloc de notas como mensajes que eran visibles para todos, así como los testimonios. El límite de amigos era de 999.
Mientras el servicio permanecía en fase beta solo podían acceder a esta comunidad aquellos que recibían una invitación de alguien que ya pertenecía a ella. Después se abrió a todo el mundo, siendo únicamente necesario tener una cuenta de correo electrónico.
El servicio lo diseñó el empleado turco de Google Orkut Büyükkökten (de la que también deriva el nombre de la red social) quien, para su anterior empleador Affinity Engines ya había creado un sistema parecido denominado "InCircle" dirigido a las comunidades de alumnos universitarios.
En junio de 2014 Affinity Engines demandó a Google, debido a que consideran que Orkut se basaba en el código fuente de InCircle. La acusación se fundamentó en que algunos errores presentes en InCircle también estaban en Orkut.
La mayor parte de sus usuarios provenían de Brasil y de la India, en la que la red social era muy popular. También fue popular entre los años 2006 y 2009 en Paraguay, Pakistán e Irán, pero el gobierno iraní decidió bloquear el acceso al sitio en ese país por seguridad.
En abril de 2022 se reactivó el sitio web.

## Cierre
El anuncio fue hecho el 30 de junio de 2014 por Paulo Golgher, director de ingeniería de Google, quien adelantó que ya no sería posible crear nuevas cuentas en el servicio, mientras que los usuarios existentes tendrían hasta el 30 de septiembre del año de cierre para recuperar sus datos e imágenes para no perderlos.

## Estadísticas
El acceso desde Brasil, subió exponencialmente y alcanzó el 48% del total de visitas. Desde la India se llegó a un 39,2%. También destacó una mayoría de usuarios entre los 13-25 años (superior al 50%), se usó para contactar con amigos por un amplio 80% y los usuarios solteros eran alrededor de un 40%.  
Datos al 13 de abril de 2010 (por país):
- Brasil- 48,0%
- India- 39,2%
- Estados Unidos - 2,2%
- Japón - 2,1%
- Paraguay - 1,0%
- Argentina - 1,0%
- Otros - 5,3%